# Okole (powiat stargardzki)
Okole – osada w Polsce, w województwie zachodniopomorskim, w powiecie stargardzkim, w gminie Ińsko.
W latach 1975–1998 miejscowość administracyjnie należała do województwa szczecińskiego.